# 小行星9179
小行星9179（英語：9179 Satchmo）是一颗围绕太阳公转的小行星。1991年3月13日，橡树岭天文台在哈佛大学天文台发现了此天体。
这颗小行星的绝对星等为191.6704067337219等。